# 陳九疇 (弘治進士)
陳九疇（1471年—？），字禹學，山東承宣布政使司兗州府曹州（今山東省菏澤縣）人，明朝政治人物。

## 生平
弘治十四年（1501年）山東鄉試第六十九名舉人。弘治十五年（1502年）聯捷壬戌科會試第二百三十六名，二甲第八十七名進士。授刑部主事。
正德年間，因忤逆劉瑾，謫碭山縣知縣。劉瑾被誅，陳九疇官復原職，升刑部郎中、肅州兵備副使。率兵擊退番酋速檀滿速兒進犯、并逮捕阿剌思罕兒及斬巴思。因兵部尚書王瓊厭惡彭澤，陳九疇受牽連被除名。
世宗繼位，陳九疇再復原職，升任陝西按察使。甘肅總兵官李隆挑唆部卒毆殺巡撫許銘，焚其屍。朝廷以陳九疇接替其職，任都察院右僉都御史，巡撫甘肅，並詳查此事。
嘉靖三年（1524年），速檀滿速兒再次以二萬餘騎圍肅州。陳九疇率兵從甘州趕赴入城抵禦，進副都御史。土魯番敗遁，在京師散佈謠言稱肅州之圍，由陳九疇激化所為，世宗輕信，下陳九疇詔獄。刑部尚書胡世寧上疏為其訟冤。世宗仍然聽桂萼等言，貶其戍邊。十年后釋放歸鄉。朝廷追諡忠襄。

## 家族
曾祖陳忠，知州；祖父陳珪，典史；父陳綱，母孫氏。慈侍下。弟九思。

## 延伸阅读
[在维基数据编辑]
 《國朝獻徵錄·卷之六十一》，出自焦竑《國朝獻徵錄》
 《明史卷二百〇四》，出自《明史》